# Bacúrov
Bacúrov je obec na středním Slovensku v okrese Zvolen (Banskobystrický kraj). Leží asi 7 km jihozápadně od Zvolena a žije zde 152 osob.

## Geografie
Bacúrov se nachází v Pliešovské kotlině asi 6,5 km vzdušnou čarou směrem na jihozápad od Zvolena na území, ohraničeném na západě železniční tratí Hronská Dúbrava - Banská Štiavnica a na východě tratí Zvolen - Čata. Západní část katastru obce zasahuje na území CHKO Štiavnické vrchy, jejíž hranice je od zástavby Bacúrova vzdálena jen několik set metrů.  Na východě je Pliešovská kotlina ohraničena pohořím Javorie. Nejvyššími vrcholy v okolí Bacúrova jsou Vápenná (680 m n. m.) na severovýchodě a Kmotra (598 m n. m.) na západě.

## Historie
První písemná zmínka o Bacúrově jako Villa Bochorou je z roku 1255. Později se název obce postupně měnil na Bachur (1401), Batzurowa (1786), Bacúr (maďarský název z roku 1920) až na Bacúrov. Obec patřila zvolenskému hradu, později některým zemanským rodinám a od 16. století částečně městu Zvolen. Kolem roku 1580 byla okupována Turky. Podle záznamů u 19. století v roce 1828 bylo v Bacúrově 44 domů a 325 obyvatel.

## Památky
Na seznamu nemovitých památek Slovenské republiky jsou v Bacúrově zapsány tři objekty. Prvním z nich je kostel svatého Šimona a Judy ze 14. století, přestavěný v roce 1790. Ve věži kostela jsou dva zvony, které se stále požívají. Velký zvon pochází z roku1502, menší z roku 1689. Dále se v obci nachází dřevěná zvonice z 19. století a památkově chráněné je též jedno místní selské stavení.Mezi Bacúrovem a vsí Dubové se nachází historický hraniční kámen, který má na obou stranách vytesaný křiž.